# کیم جونگ اون (بازیگر)
کیم جونگ-اون (کره‌ای: 김정은؛ انگلیسی: Kim Jung-eun؛ زادهٔ ۴ مارس ۱۹۷۶) بازیگر اهل کره جنوبی است. او برای ایفای نقش در فیلم ازدواج مافیا (۲۰۰۲) و مجموعه‌های تلویزیونی عاشقان در پاریس (۲۰۰۴) و من افسانه هستم (۲۰۱۰) شهرت دارد.
در سال ۲۰۰۸ او تاک‌شوی موسیقی خود را با عنوان شکلات کیم جونگ-اون در شبکهٔ اس‌بی‌اس میزبانی کرد.